# عبدالصمد حاج‌صمدی
عبدالصمد حاج‌صمدی استاد ارشد انجمن خوشنویسان ایران و چهره ماندگار کشور  است. او در چندین دوره عضو شورای عالی هنری وزارت فرهنگ و ارشاد اسلامی و داور جشنواره‌های معتبر خوشنویسی از جمله نخستین «جشنواره خوشنویسی جهان اسلام» در سال ۱۳۷۵ ، دومین دوره «جشنواره تجسمی فجر» و «جایزه بین‌المللی یاس یاسین» در سال ۱۳۹۸  بوده‌است.

## زندگی‌نامه
عبدالصمد حاج‌صمدی در سال ۱۳۲۷ در خانواده مذهبی متولد شد. پدرش تحصیلات حوزوی عالی داشت و خوشنویس بود و او هم به همین رشته گرایش پیدا کرد. او بعد از اتمام خدمت سربازی در موسسه استاندارد مشغول به خدمت شد؛ اما در سال ۱۳۵۳ از کار دولتی استعفا داد و تمام وقت به خوشنویسی پرداخت. در خوشنویسی وی شاگرد حسن زرین خط بود و اکنون اغلب خوشنویسان برجسته خط نسخ و ثلث معاصر از شاگردان صمدی محسوب می شوند. او در سبک‌های خوشنویسی نستعلیق، ثلث به شیوه ایرانی، نسخ به شیوه ایرانی، محقق به شیوه بایسنقری،‌رقاع شیوه علاءالدین تبریزی و احمد نیریزی، رقعه به شیوه عربی مشغول به فعالیت است. عضویت در شورای عالی تشخیص و ارزشیابی هنری، عضویت در شورای عالی هنری وزارت فرهنگ و ارشاد اسلامی و عضویت در هیئت داوران بخش خطوط عربی و اسلامی نخستین جشنواره خوشنویسی جهان اسلام و داور نمایشگاه‌های معتبر خوشنویسی از فعالیت‌ها و مسئولیت‌های اجرایی او به‌شمار می‌آید.

## افتخارات
1. برگزیده هفتمین دوره خادم قرآن: ۱۳۷۹ در حوزه آثار هنری[۲]
2. برگزیده سومین دوره همایش چهره‌های ماندگار: ۱۳۸۲ در حوزه خوشنویسی[۱]

## آثار
- طرائف الحکم: این کتاب گزیده ای از سخنان علی بن ابی‌طالب است که عبدالصمد حاج صمدی آنها را به خط نسخ گردآوری کرده‌است. پیشگفتار این کتاب توسط بهاء الدین خرمشاهی تهیه شده و سید محمد وحید موسوی جزایری تحلیل خط نسخ این کتاب را به عهده داشته‌است. مراسم رونمایی از کتاب در تابستان ۱۳۹۴ در نمایشگاه بین‌المللی قرآن کریم برگزار شد.[۹]
- کتابت نهج البلاغه با خوشنویسی: انتشارات نگار ۱۳۶۲[۲]
- فرحة القلوب به خط نسخ و نستعلیق.[۱۰]
- کتاب نماز به خط نسخ و نستعلیق.[۱۰]
- کتابت چندین دعا و زیارت‌نامه، از جمله: دعای کمیل (با خط ترجمه غلامحسین امیرخانی)، زیارت‌نامه‌های رقیه بنت حسین، روح الله خمینی، وارث، امین الله، مناجات شعبانیه، زیارت‌نامه کامل علی بن موسی الرضا،  منشور ولایت، پيام غدير (با خط ترجمه عباس اخوین)، خطبه مالک اشتر (با خط ترجمه کیخسرو خروش) و خطبه زینب[۲][۱۱]
- کتيبه مسجد لندن[۱۱]
- نوشتن سنگ قبر مجتبی تهرانی، احمد نیریزی، فرزند عبدالحسین امینی و ...[۱۰]
- خلق صدها تابلوی قرآنی و مذهبی که به خطوط مختلف نگاشته و چاپ شده است.[۱۰]